# Institut Nacional de Recerca i Tecnologia Agrària i Alimentària
El Institut Nacional de Recerca i Tecnologia Agrària i Alimentària (INIA) és un organisme públic d'investigació espanyol, pertanyent a la Secretaria General de Coordinació de Política Científica del Ministeri de Ciència, Innovació i Universitats, neix de la unió en 1971 del Institut Nacional de Recerques Agronòmiques, l'Institut Forestal de Recerques i Experiències i el Patronat de Biologia Animal.
L'institut està dedicat a la Recerca, Desenvolupament i Innovació (R+D+i) en matèria agrícola, ramadera, alimentària, forestal i mitjà ambiental.
L'INIA compta amb quatre centres propis, una Instal·lació d'alta seguretat biològica del CISA (Centre de Recerca en Sanitat Animal) reconeguda internacionalment, sis departaments de recerca i quatre centres que comparteixen amb altres institucions. En 2016 tenia una plantilla de 830 treballadors.